# Visoka vojaško-politična šola Poveljniško-štabna akademija Kopenske vojske Jugoslovanske ljudske armade
Visoka vojaško-politična šola JLA (srbohrvaško: Visoka vojnopolitička škola JNA) je bila vojaška akademija, ki je delovala v sestavi Jugoslovanske ljudske armade.

## Zgodovina
Šola je bila ustanovljena leta 1972 s preoblikovanjem Politične šole JLA. Šolanje je trajalo dve leti, pri čemer so primarno usposobili slušatelje za delo na vojaško-političnem področju oz. za poučevanje nekaterih družbenih predmetov na civilnih šolah.